# Myrmekia karykina
Myrmekia karykina är en mångfotingart som beskrevs av Carl Graf Attems 1898. Myrmekia karykina ingår i släktet Myrmekia och familjen orangeridubbelfotingar. Inga underarter finns listade i Catalogue of Life.